# Labienus horrelli
Labienus horrelli là một loài bọ cánh cứng trong họ Passalidae. Loài này được Hincks miêu tả khoa học năm 1932.